# 우시즈정
우시즈정(牛津町)은 일본 사가현 중앙에 위치했던 오기군의 정이다. 2005년 3월 1일에, 아시카리정·우시즈정·오기정·미카쓰키정과 합병해 오기시가 되었다.

## 역사
- 1889년 4월 1일 - 정촌제 시행에 수반해, 오기군 우시즈촌이 성립하였다.
- 1894년 4월 24일 - 정으로 승격해 우시즈정이 되었다.
- 2005년 3월 1일 - 아시카리정·우시즈정·오기정·미카쓰키정과 신설합병과 동시에 시로 승격해, 오기시가 되어 소멸하였다.

## 교통

### 철도
- 규슈 여객철도 나가사키 본선